# Sparkasse Günzburg-Krumbach

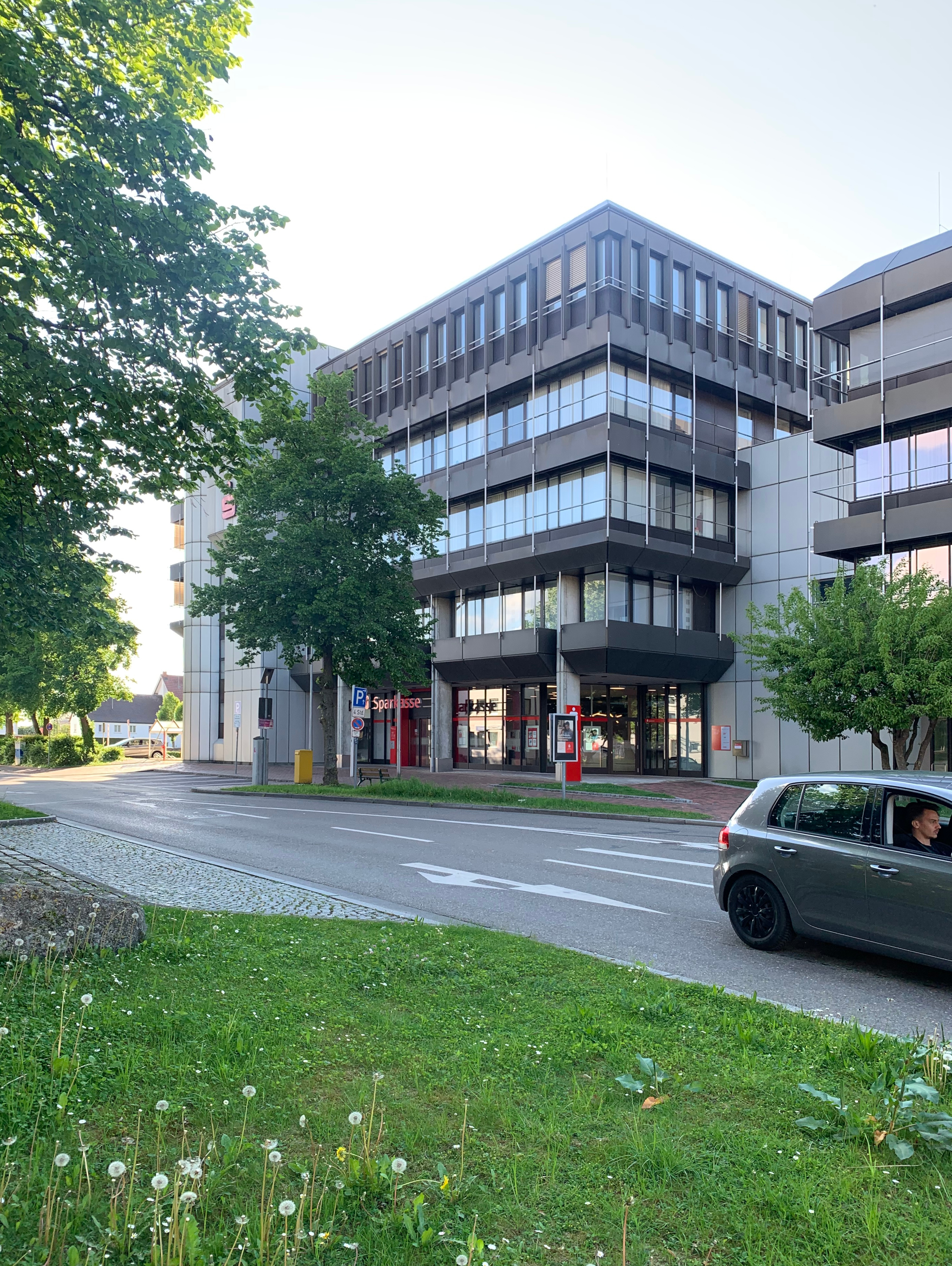
Ehemalige Zentrale in Günzburg

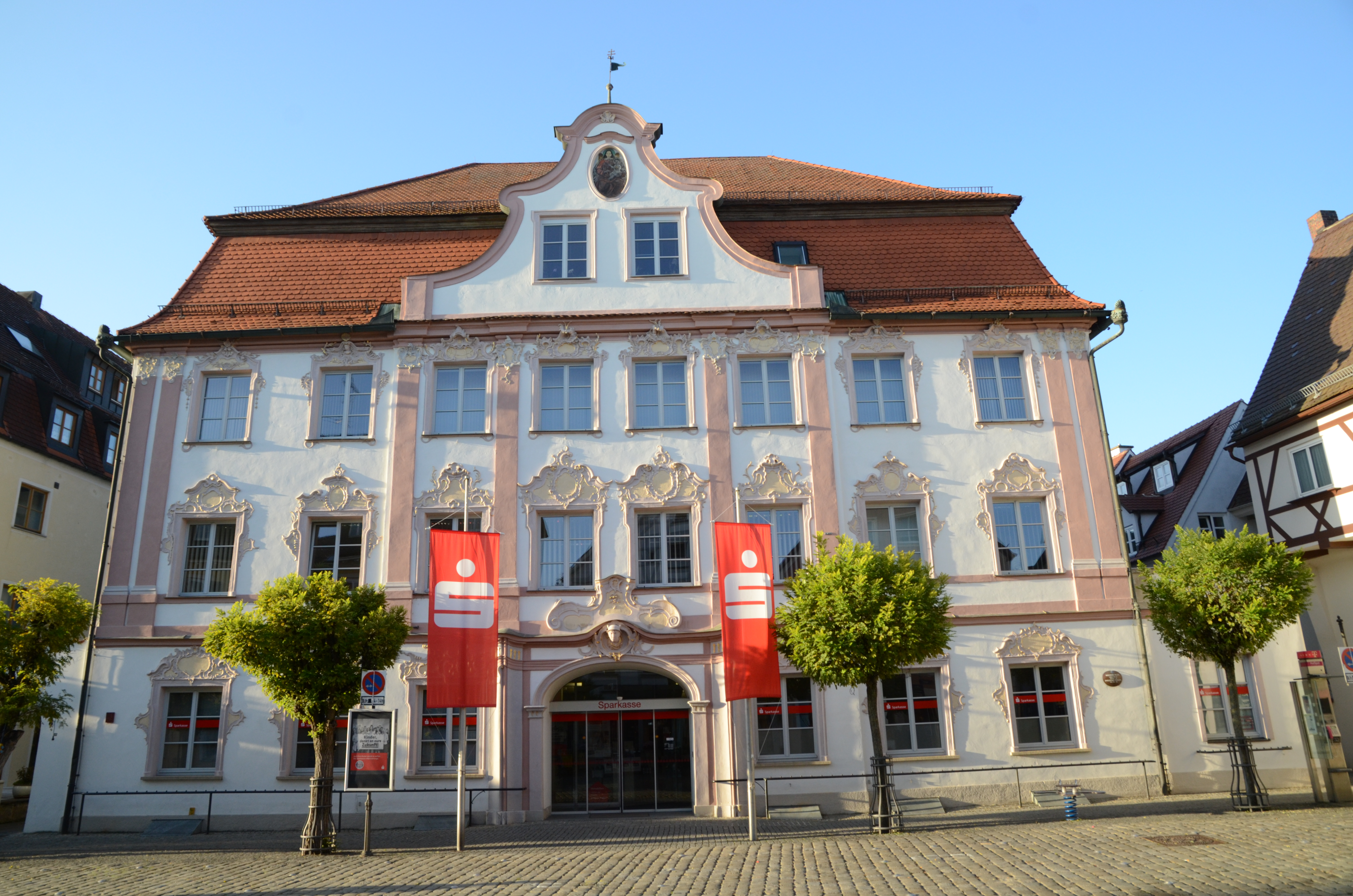
Ehemalige Filiale im Brentano-Haus in Günzburg

Die Sparkasse Günzburg-Krumbach war ein öffentlich-rechtliches Kreditinstitut mit Sitz in Günzburg in Bayern. Ihr Geschäftsgebiet war der Landkreis Günzburg. Am 1. Juli 2024 fusionierte die Sparkasse Günzburg-Krumbach rückwirkend zum 1. Januar 2024 mit der Sparkasse Schwaben-Bodensee.

## Organisationsstruktur
Die Sparkasse Günzburg-Krumbach war eine Anstalt des öffentlichen Rechts. Rechtsgrundlagen waren das Sparkassengesetz, die bayerische Sparkassenordnung und die durch den Träger der Sparkasse erlassene Satzung. Organe der Sparkasse waren der Vorstand und der Verwaltungsrat.
Die Sparkasse Günzburg-Krumbach war Teil der Sparkassen-Finanzgruppe. Sie vertrieb daher z. B. Bausparverträge der LBS, offene Investmentfonds der Deka und vermittelt Versicherungen der Versicherungskammer Bayern. Die Funktion der Sparkassenzentralbank nahm die Bayerische Landesbank wahr.

## Geschäftsausrichtung
Die Sparkasse Günzburg-Krumbach betrieb als Sparkasse das Universalbankgeschäft. Die Sparkasse Günzburg-Krumbach wies im Geschäftsjahr 2023 eine Bilanzsumme von 2,405 Mrd. Euro aus und verfügte über Kundeneinlagen von 1,888 Mrd. Euro. Gemäß der Sparkassenrangliste 2023 lag sie nach Bilanzsumme auf Rang 204. Sie unterhielt 15 Filialen/Selbstbedienungsstandorte und beschäftigte 333 Mitarbeiter.

## Geschichte
Die Fusion der Sparkasse Günzburg-Krumbach fand 2001 statt. 2016 scheiterten Fusionspläne mit der Sparkasse Neu-Ulm-Illertissen zur Sparkasse Westschwaben. Am 20. Januar 2024 wurde bekanntgegeben, dass die Sparkassen Günzburg-Krumbach und Schwaben-Bodensee eine Fusion planen. Am 1. Juli 2024 fusionierte die Sparkasse Günzburg-Krumbach rückwirkend zum 1. Januar 2024 mit der Sparkasse Schwaben-Bodensee.